# Pseudobetckea caucasica
Pseudobetckea caucasica es la única especie de plantas con flores del género monotípico Pseudobetckea, perteneciente a la antigua familia Valerianaceae, ahora subfamilia Valerianoideae. Es originaria de Rusia.

## Taxonomía
Pseudobetckea caucasica fue descrita por  (Boiss.) Lincz. y publicado en Flora URSS 23: 681. 1958.
Sinonimia
- Betckea caucasiana Boiss.	[3]